# Crédin
Crédin (en bretó Kerzhin) és un municipi francès, situat a la regió de Bretanya, al departament d'Ar Mor-Bihan. L'any 2006 tenia 1.418 habitants.

## Demografia
| 1962                                       | 1968  | 1975  | 1982  | 1990  | 1999  |
| ------------------------------------------ | ----- | ----- | ----- | ----- | ----- |
| 1.490                                      | 1.511 | 1.466 | 1.393 | 1.375 | 1.368 |
| Des de 1962: població sense dobles comptes |       |       |       |       |       |

## Administració
| Període     | Identitat                | Partit        |
| ----------- | ------------------------ | ------------- |
| 1815-1830   | Yves-Marie Jégorel       |               |
| 1830-1835   | Joseph Cobigo            |               |
| 1835-1989   | Yves-Marie Jégorel       |               |
| 1838-1840   | Jean-François Jouet      |               |
| 1840 - 1852 |                          |               |
| 1852-1855   | Jean-François Jouet      |               |
| 1855-1857   | Mathurin Raulet          |               |
| 1857-1865   | Yves-Marie Jan           |               |
| 1865-1868   | Julien-Marie Legal       |               |
| 1868-1877   | Jules Fanneau de Lahorie |               |
| 1877-1878   | Julien Legal             |               |
| 1878-1881   | Jean-François Jegorel    |               |
| 1883-1919   | Jean-Marie Jegorel       |               |
| 1919-1925   | Augustin Jegorel         |               |
| 1925-1945   | Vincent Guillo           |               |
| 1945-1961   | Léon Jegorel             |               |
| 1961-1989   | Vincent Guillo           |               |
| 1989-       | Pierre Le Teste          | Divers droite |